# Alicja Stoksik
Alicja Bogumiła Stoksik (ur. 1 stycznia 1939 w Babicach, zm. 24 marca 2011 we Wrocławiu) – polska artystka malarka.

## Życiorys
Od roku 1946 mieszkała we Wrocławiu. Egzamin dojrzałości złożyła w X Liceum Ogólnokształcącym we Wrocławiu w 1956. Studia w obecnej Akademii Sztuk Pięknych we Wrocławiu w pracowni malarskiej Marii Dawskiej ukończyła w roku 1963. W tej samej uczelni studiowali jej córka Ewa (1969 – 2015), siostra Barbara i brat Marian Maciej. W ostatnich latach życia mieszkała i tworzyła na Kaszubach w Swornychgaciach.

## Twórczość

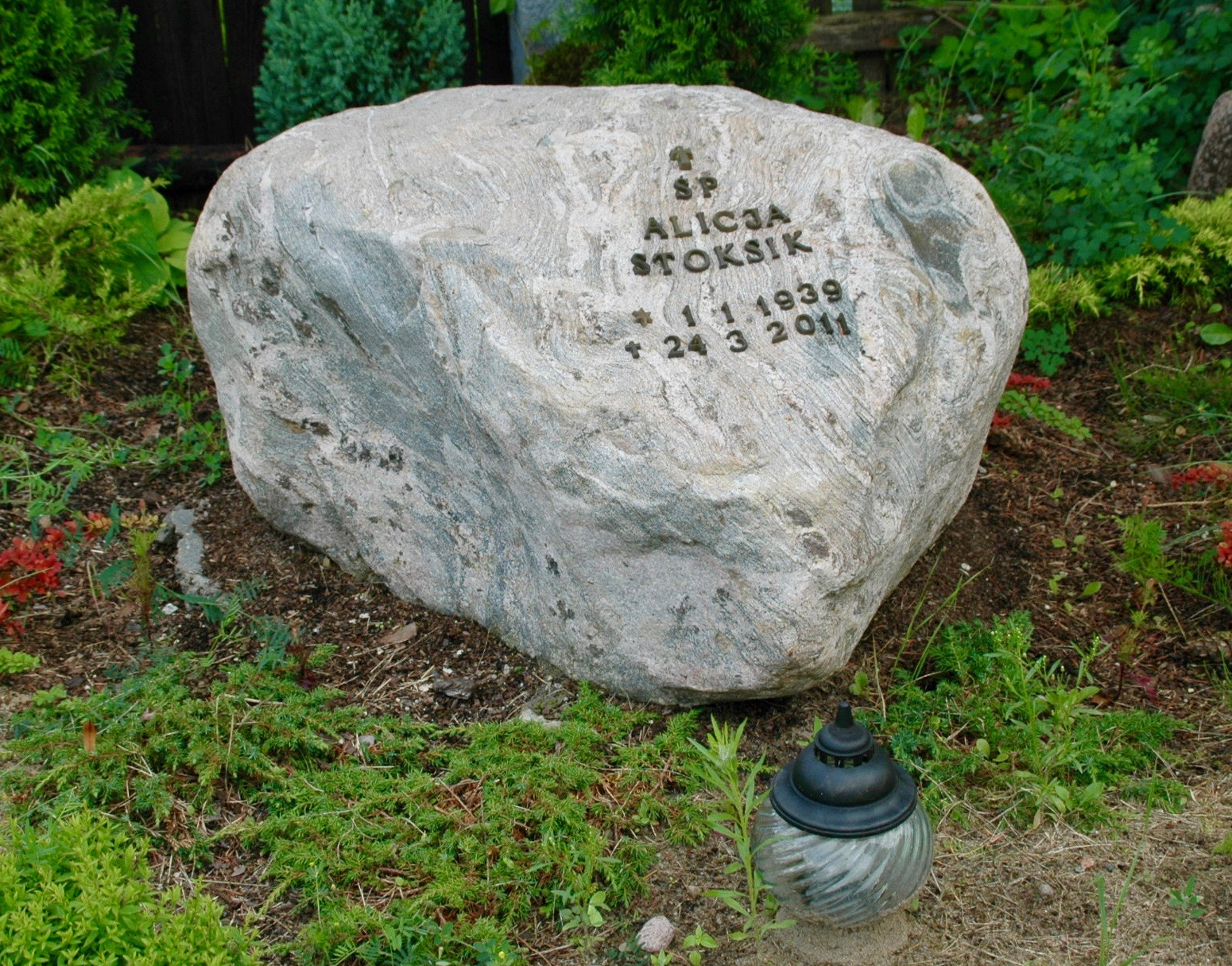
Kamień pamiątkowy na cmentarzu w Swornychgaciach na Kaszubach

W latach 1963–1973 pracowała jako plastyczka-projektantka we wrocławskich Zakładach Przemysłu Odzieżowego im. 1 Maja, gdzie, między innymi, przygotowywała kolekcje ubiorów dla polskich reprezentacji olimpijskich. Równocześnie pracowała artystycznie. Była członkiem powstałej w 1967 i aktywnej kilka lat Grupy „z Kuźniczej”, skupiającej młodych artystów. Inicjatorem Grupy był Piotr Wieczorek. Do dyspozycji Grupy przekazano w 1969 odbudowany średniowieczny Domek Romański, w którym powstała „Galeria Panien Trzebnickich”.
Malarstwa Alicji Stoksik wystawiono w 1965 na II Wystawie „Złotego Grona” w Zielonej Górze. Pierwszą indywidualną wystawę jej prac Biuro Wystaw Artystycznych (BWA) zorganizowało we Wrocławiu w roku 1966. Wybór tych prac był reprodukowany w miesięczniku „Odra”. W czerwcu 1967 Biuro Wystaw Artystycznych wystawiło jej malarstwa w Państwowym Teatrze Dolnośląskim w Jeleniej Górze. W tym samym roku miała wystawy indywidualne w Lublinie, Kamiennej Górze i Nowej Rudzie, a w 1967 w Białymstoku. Uczestniczyła w wystawach krajowych i zagranicznych. Otrzymała drugą nagrodę na wystawie malarstwa XX-lecia Dolnego Śląska (1965). W 1967 uzyskała stypendium twórcze województwa wrocławskiego. Pozytywne recenzje zyskiwały jej wielkoformatowe i abstrakcyjne malarstwa.  Kolejną wystawę indywidualną jej prac BWA zorganizowało w roku 1976 we Wrocławiu.

To oczarowanie Tatrami było powszechne nie tylko w naszym pokoleniu. (...) Złagodniały Twoje faktury, matowe wielkie płaszczyzny, nieoswojone jeszcze z mgłą, jakby ledwie wyczuwalna chłodna zieleń. Inne góry, te same, ale kiedy indziej z niepokojącymi rozpadlinami, czeluściami, mrokiem. W Twoich „Wotach” jest coś z naszego dzieciństwa, z pierwszych oczarowań sakralnym wnętrzem (...) Powtarzasz za Hemingwayem, że „ostatecznie jest się tym z czego się żyje”. Malarstwo jest jeszcze dla Ciebie pasją. Przyznaj, że brzmi to strasznie staroświecko

Jej płótna znajdują się w kolekcjach publicznych, korporacyjnych i prywatnych w Polsce, a także w Niemczech i w Stanach Zjednoczonych. Poszukiwane są jej malarstwa z serii „Portrety dam”, które tworzyła w ostatniej dekadzie życia. Swoje prace sygnowała „AS” lub „Alicja Stoksik”. Była członkiem zwyczajnym Związku Polskich Artystów Plastyków.
W latach studenckich była także uczestniczką życia teatralnego i organizacyjnego we wrocławskim klubie studenckim „Pałacyk”. Była członkiem zespołu surrealistycznego Teatru „Trumna” Adama Rząsy i w 1962 uczestniczyła w pierwszych happeningach „w pełnej formule”.

## Inne informacje

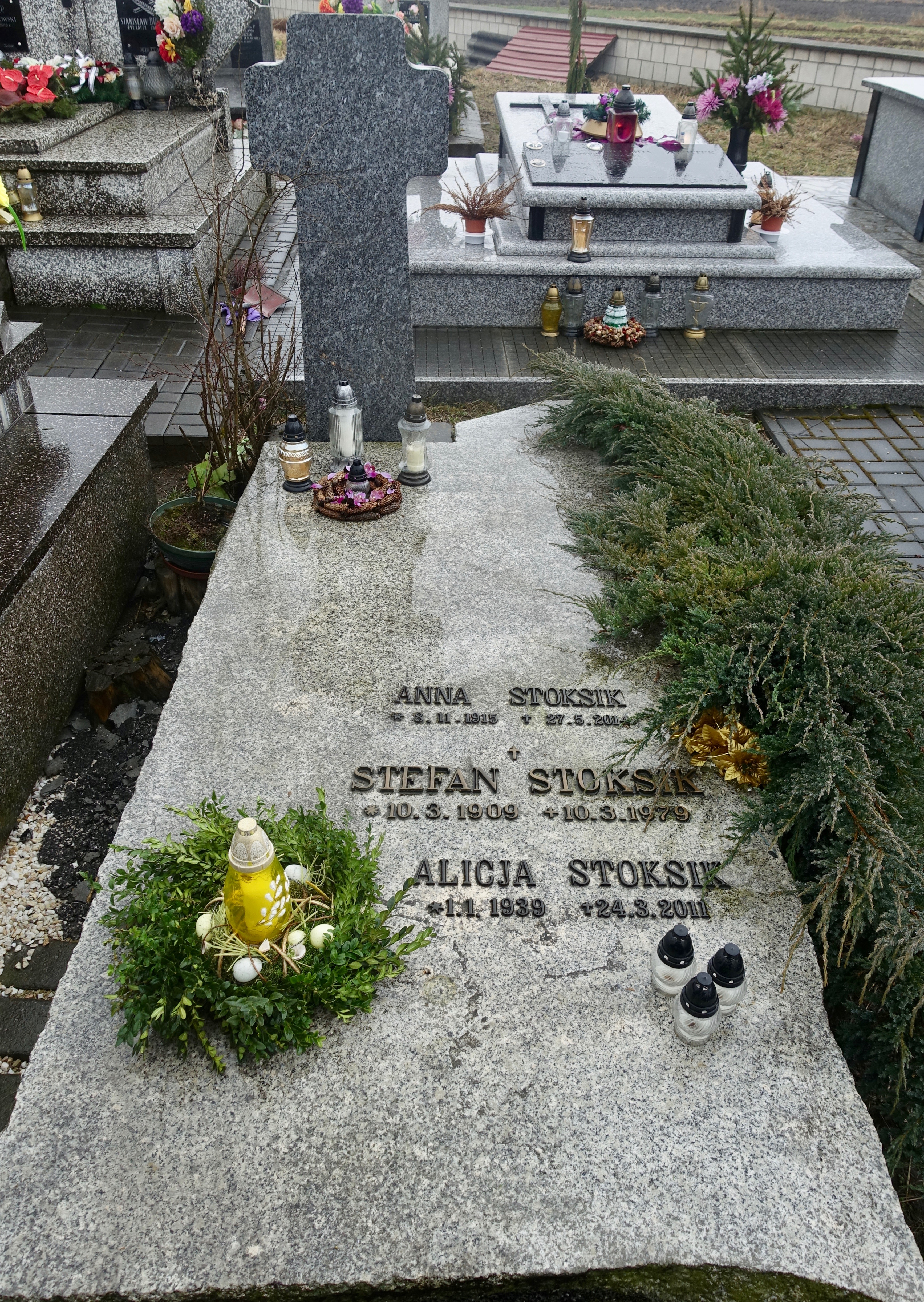
Grobowiec rodzinny w Opatowcu

Jej rodzice, Stefan Stoksik (1909–1979) – inżynier melioracji i Anna z Hatłasów (1915–2014) – nauczycielka, byli w czasie II wojny światowej oficerami Narodowych Sił Zbrojnych i działali w okolicach Opatowca, gdzie zostali później pochowani na cmentarzu parafialnym. W tym samym grobowcu została pochowana także Alicja Stoksik. Jej babka, Florentyna Hatłas z domu Krysta, zachowywała tradycje mieszkańców Wilamowic wywodzących się z Fryzji i Flandrii.
Alicja Stoksik od 1958 była członkiem wrocławskiej Sekcji Grotołazów i uczestniczyła w wyprawach jaskiniowych w polskich Tatrach. W 1961 była kierownikiem bazy wyprawy do jaskiń Zimnej i Miętusiej. 